# Laide di Corinto
Laide di Corinto (in greco antico: Λαίς?, Láis; Corinto, V secolo a.C. – Corinto, IV secolo a.C.) è stata un'etera dell'antica Grecia.
Il nome "Laide" fu portato nell'antica Grecia da più etere ed esistono numerosi racconti e aneddoti riguardanti, in particolare, due di esse, le quali vissero a Corinto a pochi decenni di distanza l'una dall'altra: Laide di Corinto e Laide di Hykkara. Purtroppo in queste narrazioni raramente si indicava a quale delle due ci si riferiva o, quando lo si faceva, ciò che si diceva dell'una era attribuibile talora solo all'altra, per cui è difficile, se non impossibile, distinguere fra le due biografie. Ad esempio anche Ovidio si riferisce a "Laide" nei suoi Amores, ma non specifica a quale.

## Biografia
La più anziana delle due, vissuta al tempo della guerra del Peloponneso e celebrata da Ateneo come la più bella donna della sua epoca, era nata probabilmente a Corinto; Ateneo aggiunge che era nota anche per la sua avarizia e i suoi capricci. Sarebbe stata "scoperta" dal pittore Apelle; tra i suoi numerosi amanti, dopo l'inizio della sua attività, le si attribuivano anche i filosofi Aristippo, due opere del quale si intitolavano "Πρὸς Λαίδα" e "Πρὸς Λαΐδα περὶ του κατόπτρου", e Diogene.
Laide si innamorò e si promise a Eubota, il quale le promise che l'avrebbe portata con sé a Cirene se avesse vinto le Olimpiadi; dopo la sua vittoria a Olimpia nel 364 a.C., Eubota mantenne la promessa portando con sé a Cirene un ritratto della donna.
In vecchiaia Laide divenne alcolizzata. Morì a Corinto, dove in suo onore fu eretto un monumento nel boschetto di cipressi chiamato Κράνειον (Kraneion).
Laide come immagine di Afrodite era un argomento frequente negli epigrammi. Il commediografo Cefisodoro tuttavia scrisse una Ἀντιλαίς contro di lei. La sua fama era ancora viva a Corinto ai tempi di Pausania (II secolo d.C.).
Dal nome di Laide, la meretrice di Corinto, famosa per la sua bellezza, i suoi vizi e le sue alte tariffe, è derivato l'aggettivo laido nel significato che provoca ripugnanza, più comunemente in senso morale, turpe, osceno.